# Arkadievka, Simferopol
Arkadievka (în ucraineană Аркадієвка) este un sat în comuna Rodnîkove din raionul Simferopol, Republica Autonomă Crimeea, Ucraina.

## Demografie
Componența lingvistică a localității Arkadievka
     Tătară crimeeană (46,05%)
     Rusă (40,27%)
     Ucraineană (12,91%)
     Alte limbi (0,19%)
Conform recensământului din 2001, nu exista o limbă vorbită de majoritatea populației, aceasta fiind compusă din vorbitori de tătară crimeeană (46,05%), rusă (40,27%) și ucraineană (12,91%).